# モノグラム (曲)
「モノグラム」は、ナイトdeライトの通算5枚目のシングル。

## 概要
2014年8月6日に発売。4th Single。前作『大地の心』から約4か月振りの発売となり、シングルの発売間隔としては過去最短。
2014年6月16日、ニューシングル『モノグラム』の発売と、発売日が8月6日であること、ツアー日程を一斉発表。なお、このツアーはナイトdeライトとしては初めてマウントアライブが制作。7月8日、「モノグラム リリースプロジェクト」と題しクラウドファンディングを開始。500円から支援することができ、支援者には、直筆サイン入りCD・オリジナルリストバンド・オリジナルTシャツなどの特典がついていた。7月19日、目標支援額達成。
1stアルバム『phyction』のCDケース内側に書かれている「P」と、2ndアルバムの『nonfiXion』に書かれている「X」を合わせたものである「☧(＝モノグラム(ラバルム))」がCDケース内側に書かれており、これら三作は繋がっていることがわかる。
iTunes StoreではEPの扱いとなっている。

## 収録曲

### リスト
| #         | タイトル           | 作詞                | 作曲・編曲 | 時間 |
| --------- | ------------------ | ------------------- | ---------- | ---- |
| 1.        | 「モノグラム」     | 長沢紘宣 & 平野翔一 | 長沢紘宣   | 6:45 |
| 2.        | 「a prodigal son」 | 長沢紘宣            | 三橋恵之矩 | 4:13 |
| 3.        | 「強さ誇らず」     | 平野翔一            | 平野翔一   | 4:40 |
| 4.        | 「Stain」          | 三橋恵之矩          | 三橋恵之矩 | 4:36 |
| 合計時間: | 合計時間:          | 20:14               |            |      |

### 収録曲について
1. モノグラム
作詞:長沢紘宣 & 平野翔一 / 作曲:長沢紘宣
ナイトdeライト初期の頃からあった曲。
2014年7月9日、ミュージックビデオ用に0歳 - 10歳の子供の映像を一般募集。7月31日にShortバージョン、10月27日にフルバージョンのミュージックビデオが公開された[5]。
Aメロとサビで調が異なる。
3rdアルバム『Familia』に再収録された。
2. a prodigal son
作詞:長沢紘宣 / 作曲:三橋恵之矩
3. 強さ誇らず
作詞/作曲:平野翔一
元々は長沢作の「光」が収録される予定だったが変更された[6]。なお「光」はのちに、3rdアルバム『Familia』に収録された。
4. Stain
作詞/作曲:三橋恵之矩
2014年度、当時阪神タイガース所属マット・マートン選手登場曲
1stシングル『It's OK !!』カップリング曲。このCDのために再収録したもの。

## アディショナルミュージシャン
| ミュージシャン | 担当                                       | 参加トラック |
| -------------- | ------------------------------------------ | ------------ |
| 遠藤稔         | ストリングス、エフェクトプログラム、ピアノ | M-1~4        |

## レコ発全国ツアー『モノグラム』
今回のレコ発ワンマンツアーは、『北海道100本ライブ』と並行して行われたため、北海道内公演が多く半数以上を占めた。このツアーの道内公演は『北海道100本ライブ』に含まれている。
|   | 開催日        | 開催地 | 会場               |
| - | ------------- | ------ | ------------------ |
| 1 | 2014年8月8日  | 北見   | ONION HALL         |
| 2 | 2014年8月10日 | 旭川   | Livehouse MOSQUITO |
| 3 | 2014年8月15日 | 釧路   | Veiled Cafe        |
| 4 | 2014年8月16日 | 帯広   | REST               |
| 5 | 2014年8月23日 | 函館   | Club COCOA         |
| 6 | 2014年8月30日 | 札幌   | cube garden        |
| 7 | 2014年9月13日 | 大阪   | Shing Hall         |
| 8 | 2014年9月15日 | 名古屋 | CLUB ROCK'N'ROLL   |
| 9 | 2014年9月20日 | 東京   | 吉祥寺 Planet K    |